# Porssjön (Hyssna socken, Västergötland)
Porssjön är en sjö i Marks kommun i Västergötland och ingår i Rolfsåns huvudavrinningsområde. Sjön har en area på 0,0775 kvadratkilometer och ligger 88,4 meter över havet.

## Delavrinningsområde
Porssjön ingår i det delavrinningsområde (639162-130554) som SMHI kallar för Inloppet i Härsjön. Medelhöjden är 133 meter över havet och ytan är 19,66 kvadratkilometer. Det finns inga avrinningsområden uppströms utan avrinningsområdet är högsta punkten. Gärån som avvattnar avrinningsområdet har biflödesordning 2, vilket innebär att vattnet flödar genom totalt 2 vattendrag innan det når havet efter 41 kilometer. Avrinningsområdet består mestadels av skog (87 %). Avrinningsområdet har 0,92 kvadratkilometer vattenytor vilket ger det en sjöprocent på 4,7 %.